# Kazumi Takada
Kazumi Takada (Prefettura di Shizuoka, 28 giugno 1951 – 1º ottobre 2009) è stato un calciatore giapponese, di ruolo attaccante.

## Statistiche

### Presenze e reti nei club
| Stagione | Squadra       | Campionato | Campionato | Campionato |
| Stagione | Squadra       | Comp       | Pres       | Reti       |
| -------- | ------------- | ---------- | ---------- | ---------- |
| 1971     | Mitsubishi HI | JSL        | 9          | 2          |
| 1972     | Mitsubishi HI | JSL1       | 14         | 2          |
| 1973     | Mitsubishi HI | JSL1       | 18         | 4          |
| 1974     | Mitsubishi HI | JSL1       | 18         | 3          |
| 1975     | Mitsubishi HI | JSL1       | 17         | 5          |
| 1976     | Mitsubishi HI | JSL1       | 18         | 2          |
| 1977     | Mitsubishi HI | JSL1       | 17         | 4          |
| 1978     | Mitsubishi HI | JSL1       | 8          | 3          |
| 1979     | Mitsubishi HI | JSL1       | 9          | 0          |
|          | Totale        |            | 128        | 25         |